# Спек-сценарий
Спек-сценарий, также известный как спекулятивный сценарий — сценарий, который не делается на заказ. Обычно он написан сценаристом, который хочет, чтобы сценарий был продан продюсеру, кинокомпании или студии.
Спек-сценариями, которые выиграли премию «Оскар» за лучший оригинальный сценарий, являются «Тельма и Луиза», «Умница Уилл Хантинг» и «Красота по-американски».
Спек-сценарий отличается от производственного сценария тем, что он больше фокусируется на самом сюжете, а фокус на кинематографе и других режиссёрских аспектах должен использоваться редко, если вообще когда-либо. Видеография и технические направления часто добавляются в более поздних черновиках. Единственная цель спек-сценария заключается в том, чтобы продемонстрировать талант сценариста рассказывать сюжет через действие и диалог.
Спек-сценарии часто пишутся неизвестными сценаристами, стремящимися доказать свои способности к повествованию и сделать себе имя в киноиндустрии.

## История
Считается, что в 1933 году Престон Стёрджес продал первый сценарий в истории Голливуда. Fox купила сценарий к фильму Сила и слава за 17 500 долларов плюс доход от бэкэнда. Фильм плохо показал себя в прокате. Однако в 2014 году фильм был выбран для сохранения в Национальном реестре фильмов.

Спек-сценарии не всегда занимали столько же авторитета в бизнесе, сколько сейчас. Эрнест Леман описывает, как его оригинальный сценарий для фильма «К северу через северо-запад» был необычным на тот момент его карьеры: 
В те дни над оригиналами не улыбались, хотите верьте, хотите нет. В те времена было «очень мало» интереса к оригиналам. […] Студии, дистрибьюторы хотели заверить, что кто-то другой подумал, что недвижимость стоит опубликовать […] В те дни, если бы вы ходили на вечеринку в голливудском сообществе, и кто-то спрашивал: «Над чем ты работаешь, Эрни?» И вы ответили: «Сейчас я делаю оригинал», ответ будет «О». […] Как будто они были немного смущены […] Если бы вы работали над чем-то, что собирались создать самостоятельно, они бы втайне подумали: «Он в плохой форме. Работаю над оригиналом». Это определённо был климат в своё время в этом городе.
В конце 1960-х годов Уильям Голдман продал свой сценарий «Бутч Кэссиди и Санденс Кид» компании 20th Century Fox за 400 000 долларов в борьбе за студийные торги. Сценарий получил премию «Оскар» за лучший оригинальный сценарий. Это событие ускорило рост числа сценаристов, пишущих спек-сценарии.

## Привлечение продюсеров
Если у автора спек-сценария есть агент, агент определит ряд покупателей, которые могут варьироваться от небольших независимых продюсеров до руководителей, работающих в крупных студиях, и попытается создать «тепло» под сценарием. Сценарий может быть разослан одновременно всем покупателям в надежде привлечь войну торгов.
Если сценарий продаётся, автор может получить оплату в размере от нескольких десятков тысяч долларов до нескольких миллионов. Затем сценарий может быть разработан ещё дальше до тех пор, пока он не получит «зелёный свет», что означает, что он будет запущен в производство. Если нет, то сценарий иногда будет «мёртв», потому что он будет помещён базу данных студий и будет помечен как «переданный». Однако есть шанс, что фильм, который не был освещён зеленым цветом, может быть добавлен чёрный список лучших сценариев — «список из десяти лучших непроизведенных спецификаций».
Если спек-сценарий не выбран, но он при этом хороший, сценаристу может быть предложено письменное задание. Это может быть «сделка о разработке» — когда студия или продюсер просит сценариста написать другой оригинальный сценарий или адаптировать идею или книгу.
Помимо традиционного пути поиска агента, существует ряд конкурсов, в которых может принять участие сценарист, таких как Nicholl Fellowship Final Draft’s Big Break Contest, среди прочих. Другой способ, которым сценарист может привлечь продюсера, — заплатить небольшую плату и опубликовать свой сценарий в «онлайн-посте». При использовании этой услуги сценарист публикует свой сценарий, и после получения обратной связи, если сценарий хороший, он будет размещён на главном сайте сервиса.